# Kofferbak (lied)
Kofferbak is een lied van de Algerijns-Franse rapper Boef in samenwerking met de Nederlandse rapper Chivv. Het werd in 2019 als single uitgebracht. 

## Achtergrond
Kofferbak is geschreven door Sofiane Boussaadia en Chyvon Pala en geproduceerd door Fraasie en TB. Het is een nummer uit het genre nederhop. In het lied rappen de artiesten over hun straatleven. Bij het nummer is een videoclip gemaakt waarin de artiesten met veel dure auto's en geld te zien zijn. De muziekvideo is geregisseerd door Azad Wastara.
Het is niet de eerste keer dat de twee rappers op een lied te horen zijn. Eerder in 2019 stonden ze namelijk met Ali B op Sneaky money. Na Kofferbak werkten ze ook nog samen op Afrika en Domme invest.

## Hitnoteringen
De artiesten hadden succes met het lied in de hitlijsten van het Nederlands taalgebied. Het piekte op de zevende plaats van de Single Top 100 en stond vijf weken in deze hitlijst. De Vlaamse Ultratop 50 werd niet bereikt; het lied bleef steken op de veertiende plaats van de Ultratip 100. Ook in de Top 40 was er geen notering. Het kwam hier tot de 38e plek van de Tipparade.